# Jacqueline du Bief
Jacqueline du Bief (* 4. Dezember 1930 in Paris) ist eine ehemalige französische Eiskunstläuferin, die im Einzellauf und Paarlauf startete. Sie ist die Weltmeisterin von 1952.
Du Bief wurde von 1947 bis 1952 französische Meisterin im Eiskunstlauf der Damen. Sie nahm im Zeitraum von 1949 bis 1952 an Europameisterschaften teil und landete dabei dreimal auf dem Podium. 1950 in Oslo gewann sie Bronze hinter der Tschechoslowakin Alena Vrzáňová und der Britin Jeannette Altwegg und 1951 in Zürich und 1952 in Wien wurde sie Vize-Europameisterin hinter Altwegg. Von 1948 bis 1952 nahm du Bief an Weltmeisterschaften teil. 1951 wurde sie in Mailand Vize-Weltmeisterin hinter Altwegg und 1952 in Abwesenheit der Britin schließlich Weltmeisterin. Bei den Olympischen Spielen 1952 in Oslo, ihren zweiten Olympischen Spielen nach 1948, wo sie 16. geworden war, errang du Bief die Bronzemedaille hinter Altwegg und der US-Amerikanerin Tenley Albright. Du Bief galt als starke Kürläuferin, wohingegen Altwegg ihre Stärken eher in den Pflichtfiguren hatte.
Auf nationaler Ebene gewann du Bief zusammen mit Tony Font im Paarlauf die Meisterschaften 1950 und 1951.
Du Bief wurde von Jacqueline Vaudecrane trainiert. Im Anschluss an ihre Amateurkarriere wurde sie Profi, ging in die USA und arbeitete dort bei verschiedenen Eisrevuen wie zum Beispiel Hollywood Ice Review, Ice Capades und Holiday on Ice.

## Ergebnisse

### Einzellauf
| Wettbewerb / Jahr            | 1947 | 1948 | 1949 | 1950 | 1951 | 1952 |
| ---------------------------- | ---- | ---- | ---- | ---- | ---- | ---- |
| Olympische Winterspiele      |      | 16.  |      |      |      | 3.   |
| Weltmeisterschaften          |      | 18.  | 9.   | 6.   | 2.   | 1.   |
| Europameisterschaften        |      |      | 7.   | 3.   | 2.   | 2.   |
| Französische Meisterschaften | 1.   | 1.   | 1.   | 1.   | 1.   | 1.   |

### Paarlauf
(mit Tony Font)
| Wettbewerb / Jahr            | 1950 | 1951 |
| ---------------------------- | ---- | ---- |
| Französische Meisterschaften | 1.   | 1.   |